# John J. Esch

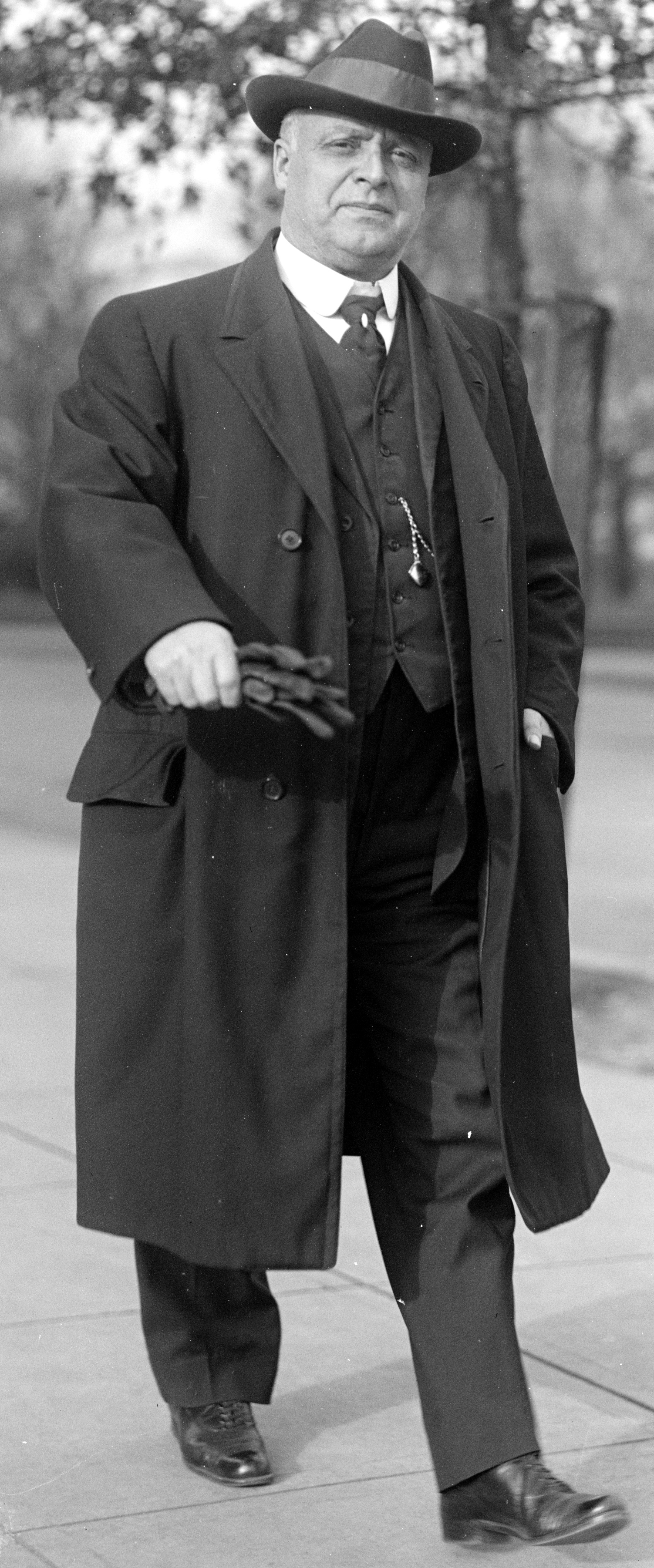
John J. Esch (1914)

John Jacob Esch (* 20. März 1861 in Norwalk, Monroe County, Wisconsin; † 27. April 1941 in La Crosse, Wisconsin) war ein US-amerikanischer Politiker. Zwischen 1899 und 1921 vertrat er den Bundesstaat Wisconsin im US-Repräsentantenhaus, danach war er noch bis 1928 Mitglied der Interstate Commerce Commission.

## Werdegang
Sein Vater Henry Esch wanderte 1843 aus Westfalen mit 16 Jahren nach Amerika aus und ließ sich in Milwaukee nieder. Seine Mutter Mathilda Menn wurde in St. Charles (Missouri) geboren und war ebenfalls deutscher Abstammung. Auf Grund seiner schlechten Gesundheit sowie des geringen Einkommens gab Henry Esch die Tätigkeit als Pfarrer auf und eröffneten ein kleines Wirtschaftsunternehmen.
1871 zog die Familie nach Sparta. Dort besuchte John Jacob die öffentlichen Schulen. Danach studierte er bis 1882 an der University of Wisconsin–Madison. Um sich sein Jura-Studium zu finanzieren, arbeitete er von 1883 bis 1887 als Lehrer an der Sparta High School und der Madison High School. Nach einem anschließenden Jurastudium an der Universität von Wisconsin erlangte er 1887 seinen Abschluss als LL.B. und erhielt die Zulassung als Rechtsanwalt.
Zur gleichen Zeit engagierte er sich ab 1883 in der militärischen Verteidigung. Er organisierte die Sparta Rifles Company. Diese wurde später als Company I Teil des 3. Regimentes der Wisconsin National Guard.
John J. Esch begann ab 1887 in La Crosse als Partner in der Anwaltskanzlei Winter, Esch & Winter in seinem neuen Beruf zu arbeiten. Auch in La Crosse organisierte er mit den Gateway City Guards eine Einheit der Nationalgarde (später Company M, des 3. Regimentes der Wisconsin National Guard). Zwischen 1894 und 1896 war er Acting Judge Advocate General der Wisconsin National Guard (Staatsanwalt der Nationalgarde).
Politisch war Esch Mitglied der Republikanischen Partei. 1894 und 1896 war er Delegierter auf deren regionalen Parteitagen in Wisconsin.
Bei den Kongresswahlen des Jahres 1898 wurde er im siebten Wahlbezirk von Wisconsin in das US-Repräsentantenhaus in gewählt, wo er am 4. März 1899 die Nachfolge von Michael Griffin antrat. Nach zehn Wiederwahlen konnte er bis zum 3. März 1921 elf zusammenhängende Legislaturperioden im Kongress absolvieren. Zunächst war er Mitglied in den Ausschüssen für das Militär sowie für öffentliche Liegenschaften. Hier standen die politischen Folgen des Spanisch-Amerikanischen Krieges im Mittelpunkt. Ab 1905 arbeitete er zusätzlich im Ausschuss für Außen- und Binnenhandel mit. Ab 1907 konzentrierte er sich nur noch auf diesen Ausschuss. In seiner letzten Wahlperiode war er Vorsitzender dieses Ausschusses. Insbesondere legte er sein Augenmerk auf verschiedene Gesetzesvorhaben die den Schienenverkehr in den Vereinigten Staaten regulieren sollten. Dies begann mit dem 1906 beschlossenen Hepburn Act, der auf einem von im mitverfassten Gesetzesvorschlag (Esch-Townsend Bill) basierte. Außerdem war er Mitautor des Transportation Act of 1920 (Esch-Cummins Act). Weitere Gesetze, die er initiierte bzw. einbrachte, waren der Esch Car Service Act 1917, des Hours of Service Act 1907, des Accident Reports Act 1910, eine Ergänzung zum Boiler Inspection Act 1915 sowie der Federal Water Power Act 1920.
Bei der Wahl 1920 verlor er die republikanischen Vorwahlen gegen Joseph D. Beck.
Am 11. März 1921 nominierte in Präsident Harding für den vakanten Sitz von Robert W. Woolley in der Interstate Commerce Commission. Da der US-Senat bis zum Ende der Sondersaison am 15. März 1921 keine Entscheidung traf, wurde er vom Präsidenten am 21. März 1921 übergangsweise in das Amt eingesetzt und er legte am 28. März 1921 seinen Amtseid ab. Im Gegensatz zur bisherigen Praxis erfolgte dies vor einem Notar in La Crosse. Nach einer erneuten Nominierung erfolgte am 16. April 1921 die Senatsbestätigung.
Mit dem Transportation Act of 1920 waren die Rechte der Interstate Commerce Commission gestärkt sowie die Bahngesellschaften an ihre Eigentümer aus der Bundesverwaltung der United States Railroad Administration zurückgegeben worden. Für die nun zu lösenden Probleme gab es kaum Referenzen, so dass vielfach Neuland betreten werden musste. Schnell zeigte sich für John J. Esch der Unterschied zwischen dem Verfassen eines Gesetzes und dessen Umsetzung.
1927 war Esch turnusgemäß Vorsitzender der ICC. Am 19. Dezember 1927 wurde er für eine weitere Amtszeit von Präsident Coolidge nominiert, wurde zwischenzeitlich vom Präsidenten interimsmäßig ins Amt eingesetzt, jedoch nach längerer Beratung am 16. März 1928 vom Senat abgelehnt. Am 29. Mai 1928 beendete er seine Tätigkeit. Sein Nachfolger wurde Patrick J. Farrell. Ursächlich für die Ablehnung wir das Verhalten im Lake Cargo Coal Case angesehen. In diesem Fall änderte er nach einer wiederholten Anhörung in der Interstate Commerce Commission seine Meinung. Abgeordnete aus dem Süden waren der Auffassung, dass dies eine der Voraussetzungen gewesen sei, damit ihn Präsident Coolidge erneut nominierte.
Ab Oktober 1928 arbeitete er wieder in einer Anwaltskanzlei (Esch, Kerr, Wolley & Shipe). Im Juni 1938 zog er sich in den Ruhestand zurück. John Esch starb am 27. April 1941 in La Crosse.
Er war seit 1889 mit Anna Herbst verheiratet, mit der er sieben Kinder hatte.